# Young Blood (série télévisée)
Pour les articles homonymes, voir Youngblood.
 (mai 2023).
Young Blood est une série télévisée chinoise de 2019 réalisée par Yi Zheng et Wang Juan, diffusée sur Hunan TV du 3 juin 2019 au 17 juillet 2019 pour 42 épisodes, Le tournage de la série s'est terminé en juillet 2018.

## Intrigue
Six jeunes d'horizons différents se réunissent pour former une équipe d'espions d'élite de la dynastie des Song du Nord.

## Distribution
- Zhang Xincheng : Yuan Zhongxin
- Zhou Yutong : Zhao Jian
- Wang Youshuo : Wang Kuan
- Zheng Wei : Xue Ying
- Su Xiaotong ; Pei Jing
- Bruce Hung : de Wei Yanei
- Tong Fan : Lu Guannian
- Gao Ziqi : Yuan Boqi
- Marco Lo : Han Duanzhang
- Yan Xiao : Ding Er
- Liu Meihan : Yun Ni
- Li Xiaochuan : Lao Zei
- Sui Yongliang : Liang Zhu
- Wang Zheng : Qin Wuya

## Réception
Le drame a reçu des critiques positives pour avoir transmis des valeurs positives d'aimer votre pays et de poursuivre vos rêves. Il a reçu des éloges pour ses rebondissements inattendus et ses personnages intéressants. Il a obtenu la note de 8,2 sur Douban.

## Prix et nominations
| Décerner                                           | Catégorie                      | Candidat    | Résultat   | réf.  |
| -------------------------------------------------- | ------------------------------ | ----------- | ---------- | ----- |
| 30e prix de l'aigle d'or de la télévision chinoise | Série télévisée exceptionnelle | All is Well | en attente | [ 5 ] |